# Уоткинс, Фрэнк
Фрэнк Уоткинс (англ. Frank Watkins, 19 февраля 1968 года — 18 октября 2015 года) — американский музыкант и бизнесмен, игравший в разных группах, таких как Hellwitch, Bad Rep и Sacrosanct. Но большую известность получил как бас-гитарист в американской дэт-метал-группе Obituary, а также в норвежской блэк-метал-группе Gorgoroth. Параллельно музыки он также занимался бизнесом в своей иппотечной компании Back from the Dead Productions.

## Биография
Фрэнк Уоткинс родился в 1968 году. Он начал заниматься музыкой в возрасте 12 лет и начал свою профессиональную карьеру в 1986 году, прежде чем присоединиться к Obituary в 1989 году. Он играл на всех релизах Obituary до своего ухода из группы в 2010 году, за исключением их дебютного альбома Slowly We Rot (1989 г.).
Фрэнк гордился не только технической стороной своей музыки, но и деловым аспектом, управляя, наставляя и руководя другими группами и музыкантами. В 2007 году он основал свою управляющую компанию Back From the Dead Productions, чтобы помочь группам оказать положительное влияние на их музыкальную карьеру. В конце 2007 года Уоткинс стал басистом норвежской блэк-метал-группы Gorgoroth, а в 2009 году участвовал в записи альбома Gorgoroth Quantos Possunt ad Satanitatem Trahunt. Он дебютировал с группой вживую на фестивале Hole in the Sky в Бергене 29 августа 2009 года. Это был первый концерт Gorgoroth с сентября 2007 года. В интервью Metal Maniacs, опубликованном в Интернете в августе 2009 года, Уоткинс объяснил, что для своей работы с Gorgoroth он взял сценический псевдоним Bøddel, что на норвежском языке означает «Палач».
Уоткинс умер от неизвестного типа рака 18 октября 2015 года. Ему было 47 лет.

## Дискография
Obituary
- Cause of Death (1990)
- The End Complete (1992)
- World Demise (1994)
- Back from the Dead (1997)
- Dead (1998)
- Anthology (2001)
- Frozen in Time (2005)
- Frozen Alive (2006)
- Xecutioner's Return (2007)
- Left to Die (2008)
- Darkest Day (2009)

Gorgoroth
- Quantos Possunt ad Satanitatem Trahunt (2009)
- Instinctus Bestialis (2015)